# Bokanchinre
Bokanchinre ist ein Motu des Ailinginae-Atolls der pazifischen Inselrepublik Marshallinseln.

## Geographie
Bokanchinre liegt im Süden der Riffkrone des Ailinginae-Atolls. Die Insel ist unbewohnt und seit dem Kernwaffentest der Bravo-Bombe im Jahr 1954 atomar verseucht. Sie gehört zu einer Reihe von mehreren unbenannten Motu. Die nächste namhafte Insel im Osten ist die Insel an der Südostecke des Atolls: Churea (Knox Island), im Westen liegt Pigessharukku.